# マービンJr.
マービンJr.（マービン・ジュニア、Marvin Jr.、1987年4月10日 - ）は、日本のお笑いタレント、元大相撲力士。
東京都荒川区出身。追手風部屋を経て、現在はワタナベエンターテインメント所属。松丸ほるもんとのお笑いコンビ・まんぷくフーフー（活動休止中）及び、チャパティとのコンビ・サノシタラで活動。
大相撲時代の四股名は大翔勇 真亜敏（だいしょうゆう まあびん）。大相撲時代の体格は身長175cm、体重151kg。最高位は西幕下18枚目（2007年5月場所）。本名、佐野マービン・リー・ジュニア（さの マービン・リー・ジュニア、Sano Marvin Lee Jr.）。

## 来歴
父はアメリカ・ニューオーリンズ出身の元海兵隊員で現在は日本のFMラジオ局「Inter FM」でDJとして活躍しているマービン・デンジャフィールド。それが縁で平日朝の番組「グッドモーニングガレージ」8時台のスポーツニュースコーナーにて“マービンさんの息子”として取組結果を紹介されたことがある。母は日本人で、本人は日本国籍を取得している。
生まれも育ちも東京で、母方の祖父の影響で相撲に興味を持った。7歳の時に東京都文京区の針ヶ谷相撲クラブに入る。1995年春には日本テレビ系「とんねるずの生でダラダラいかせて!!」で、番組準レギュラーの第54代横綱・輪島大士の指導を受けたことがある。当時は口調が舌っ足らずで、自己紹介で「7歳」と言ったつもりが「ララ歳」としか聞こえず、出演者の笑いを誘った（この時はとんねるずの石橋貴明も同行しており、マービンがとんねるずのみなさんのおかげでしたの博士と助手〜細かすぎて伝わらないモノマネ選手権〜に出演した際に石橋から「小学生の時に会ったことがあるよね」と言われたという）その後わんぱく相撲で活躍し、“下町の曙”の異名を取った。埼玉栄高校相撲部時代には、インターハイ団体戦で連覇を達成するなど活躍した。同校の1年先輩に澤井＝後の豪栄道がいる。後年本人は「（澤井は）ちょっとやんちゃで後輩からは少し怖がられていたけど、なぜか僕はすぐ気に入られて可愛がってもらいました」と振り返っている。稽古場では澤井と300回ほど手を合わせたが、5回だけ勝った相撲は嬉しくて全部覚えていると、2017年に芸人たちと千代の国とで行ったトークライブで語っている。
2006年（平成18年）1月場所に初土俵を踏み、3戦3勝で一番出世を果たす。翌3月場所は6勝1敗で序ノ口を1場所で通過、5月場所は7戦全勝で序二段優勝決定戦に進出するが武蔵川部屋の山崎に敗れ初優勝はならなかった。三段目に昇進した7月場所は全休で序二段に陥落するが、9月場所は6勝1敗で再び三段目に昇進。11月場所は7戦全勝で優勝決定戦に進出するが、後に入幕を果たす桐山部屋の徳瀬川に敗れまたも初優勝を逃した。髪の癖が強く2006年の後半から2007年1月場所の途中にかけては、若い頃の小錦と同様のいわゆる「ボンバーヘッド」になっていた。順調に出世し、一時は十両が見える幕下18枚目まで昇進したが、2008年（平成20年）10月1日、心臓の病気のため2008年9月場所限りで引退することが日本相撲協会から発表された。豪栄道は大翔勇について「もし相撲を続けていたら、最低でも幕内、もしかしたら三役になっていたかもしれない」と語っており、結果的には関取になれずに終わった彼の才能を高く評価していた。
2009年（平成21年）4月にワタナベコメディスクール（WCS）に10期生として入学、お笑い芸人に転身した。本人曰く、本当は高校卒業後はすぐに芸人になりたかったという。現役力士時代、本場所中に呼出の声とともに土俵に上がったところ、しこ名と見た目のギャップから場内で笑い声が起きたことがあり、この時も芸人でも行けるかも知れないと思っていたと言う、ネタには、力士など有名人の秘話・暴露ネタを四股を踏みながら言うものなどがある。
豪栄道とは引退後も付き合いがあり、豪栄道が初優勝を果たしたころの報道では「今も週に5、6回は一緒にご飯を食べに行く」というコメントが掲載されている。アルバイトとして、豪栄道の運転手もしている。
同じワタナベエンターテインメント所属の芸人、松丸ほるもん（元・シリフリ）と交際しており（2012年11月12日深夜放送の『芸人報道』（日本テレビ）でも紹介された）、婚約もしている（2017年1月時点）。2016年末頃からは松丸とコンビを結成して活動。コンビ名は最初「スタミナ苑」、のちに現在の「まんぷくフーフー」に改名している。その後2018年8月5日、付き合ってちょうど8年になる日に入籍。2020年3月に「3人家族になるため」という理由からコンビを休止し、同年8月より後輩のチャパティ（元ガネーシャ、ワタナベコメディスクール18期）とのコンビ「サノシタラ」を結成。チャパティはインド人ハーフであり、ハーフ同士のコンビとなる。
2019年11月場所14日目(11月23日)にあかつの代役として『AbemaTV 大相撲LIVE』に出演。解説を務める花田虎上のアクション解説の相手役を務めた。取組の勝敗の要因を実際の動きを交えて分かりやすく視聴者に説明する補助を行い、中継の最後には相撲芸人としてネタを披露して締めた。

## 大相撲時代の成績
- 通算成績：55勝25敗32休（17場所）

| | 一月場所 初場所（東京） | 三月場所 春場所（大阪） | 五月場所 夏場所（東京） | 七月場所 名古屋場所（愛知） | 九月場所 秋場所（東京）   | 十一月場所 九州場所（福岡） |
| --- | ----------------------- | ----------------------- | ----------------------- | --------------------------- | ------------------------- | --------------------------- |
| 2006年 （平成18年） | （前相撲）              | 東序ノ口31枚目 6–1      | 西序二段62枚目 7–0      | 西三段目62枚目 0–0–7        | 東序二段22枚目 6–1        | 西三段目58枚目 7–0          |
| 2007年 （平成19年） | 東幕下35枚目 5–2        | 東幕下23枚目 4–3        | 西幕下18枚目 2–5        | 東幕下32枚目 5–2            | 東幕下22枚目 1–2–4        | 西幕下47枚目 6–1            |
| 2008年 （平成20年） | 東幕下20枚目 3–4        | 東幕下27枚目 3–4        | 西幕下34枚目 0–0–7      | 東三段目15枚目 0–0–7        | 東三段目77枚目 引退 0–0–7 | x                           |
| 各欄の数字は、「勝ち-負け-休場」を示す。 優勝 引退 休場 十両 幕下 三賞：敢=敢闘賞、殊=殊勲賞、技=技能賞 その他：★=金星 番付階級：幕内 - 十両 - 幕下 - 三段目 - 序二段 - 序ノ口 幕内序列：横綱 - 大関 - 関脇 - 小結 - 前頭（「#数字」は各位内の序列） |                         |                         |                         |                             |                           |                             |

## 出演

### テレビ
- 新世紀ネタキング決定戦（2011年3月3日、TOKYO MX）
- 森田一義アワー 笑っていいとも!（2012年5月30日、フジテレビ） - 『我が社のイチ推し』コーナー
- 『ぷっ』すま（2012年8月10日、テレビ朝日）
- 芸人報道（2012年11月12日、日本テレビ）
- マバタキー（2012年12月31日、フジテレビ）
- 大人のバナナ（2013年1月24日、テレビ朝日）
- おはスタ（2014年4月9日 - 2015年3月25日、テレビ東京、水曜レギュラー）
- 5時に夢中!（2014年6月18日、TOKYO MX）
- 特捜警察ジャンポリス（2014年10月24日、テレビ東京）
- ZIP!（日本テレビ）- 「1分動画笑」コーナー 2014年10月30日、2014年11月26日 他不定期出演
- 仮面ライダードライブ（2014年12月28日、テレビ朝日） - 元締め 役
- 大相撲春場所七日目「関取訪問・德勝龍」（2015年3月14日、NHK）
- オトナヘノベル（2015年4月23日、NHK Eテレ）
- サンバリュ『ウチのガヤがすみません!』（2015年6月7日、日本テレビ）
- 今夜もドル箱V（テレビ東京）- 2015年6月17日
- 東京★漫才コレクション（テレビ東京）- 2015年8月2日
- ネクストブレイク ザ・スカウト（日本テレビ）- 2015年8月11日
- とんねるずのみなさんのおかげでした（フジテレビ）- 2016年3月24日、2016年12月22日
- 遺産相続弁護士 柿崎真一（2016年7月 - 9月、読売テレビ） - サリー 役
- NEWSな2人（TBS）- 2016年8月13日
- 石橋貴明プレミアム（2021年3月20日[12]、ABEMA）

これ以後、まんぷくフーフーとしての出演については、まんぷくフーフー#出演の節を参照。